# کمیته آزادی‌های مدنی، عدالت و امور داخلی پارلمان اروپا
کمیته آزادی‌های مدنی، عدالت و امور داخلی پارلمان اروپا (انگلیسی: European Parliament Committee on Civil Liberties, Justice and Home Affairs) کمیته‌ای است در پارلمان اروپا که حمایت از آزادی‌های مدنی و حقوق بشر را برعهده دارد. این حقوق در منشور حقوق بنیادین اتحادیه اروپا ذکر شده است.
رئیس فعلی آن، که در ۱۰ ژوئیه ۲۰۱۹ انتخاب شد، خوان فرناندو لوپز آگیلار، عضو گروه سیاسی اتحاد مترقی سوسیالیست‌ها و دموکرات‌ها است.

## مسئولیت‌ها
به‌طور خاص، کمیته به مسائل حفاظت از حریم خصوصی اطلاعاتی می‌پردازد. پناهندگی، مهاجرت و «مدیریت یکپارچه مرزهای مشترک»؛ و رویکرد اتحادیه اروپا به حقوق کیفری را نیز در بر می‌گیرد از جمله همکاری پلیس و قضایی و تروریسم، همه در عین حصول اطمینان از رعایت اصول تابعیت و اصل تناسب در حقوق. که شامل مواد مخدر و اعتیاد به مواد مخدر و آژانس حقوق بنیادین اتحادیه اروپا، یوروپل، یوروجاست، کالج پلیس اروپا (آژانس اتحادیه اروپا برای آموزش اجرای قانون)، دفتر دادستان عمومی اروپا و سایر آژانس‌های مشابه نیز می‌شود.
با این حال، حوزه کاری آن شامل تبعیض مبتنی بر جنسیت، که توسط کمیته حقوق زنان و برابری جنسیتی پارلمان اروپا نظارت می‌شود، و تبعیض شغلی، که توسط کمیته اشتغال و امور اجتماعی نظارت می‌شود، نمی‌شود.

## رئیس
- ۲۰۰۴–۲۰۰۹: ژان لوئیس بورلانژ (گروه اتحاد لیبرال‌ها و دموکرات‌ها برای اروپا)[۵]
- ۲۰۰۹–۲۰۱۴: خوان فرناندو لوپز آگیلار (اتحاد مترقی سوسیالیست‌ها و دموکرات‌ها)[۶]
- ۲۰۱۴–۲۰۱۹: کلود موراس (اتحاد مترقی سوسیالیست‌ها و دموکرات‌ها)
- ۲۰۱۹–اکنون: خوان فرناندو لوپز آگیلار (اتحاد مترقی سوسیالیست‌ها و دموکرات‌ها)[۷]

## منازعه
ادو فویگت، رهبر سابق حزب راست افراطی دموکرات ملی آلمان (NPD) که آدولف هیتلر را ستایش کرده است، در ژوئیه ۲۰۱۴ به عنوان یک عضو غیر وابسته به کمیته پیوست، که باعث خشم مارتین شولس، رئیس پارلمان اروپا شد. کنگره یهودیان اروپا، و شبکه اروپایی علیه نژادپرستی، از جمله. یان فیلیپ آلبرشت، یکی از اعضای اتحاد ۹۰/سبزها و نایب رئیس کمیته، در مورد توانایی ویگت برای اثرگذاری قابل توجه بر روند قانونگذاری ابراز تردید کرد، اما او پذیرفت که «حضور او می‌تواند مردم را به زیر سؤال بردن پارلمان اروپا سوق دهد».